# Tomislav Grubišić
Tomislav Grubišić (ur. 8 marca 1993 w Szybeniku) – chorwacki koszykarz, grający na pozycji rozgrywającego i rzucającego obrońcy. Srebrny medalista Letnich Igrzysk Olimpijskich Młodzieży 2010 w turnieju koszykówki chłopców. Zawodnik klubu KK Jolly JBS, którego jest wychowankiem.
Tomislav Grubišić jest wychowankiem klubu KK Jolly JBS. W zespole tym występował początkowo w drużynach juniorskich. Od sezonu 2009/10 jest zawodnikiem drużyny seniorów tego klubu. W rozgrywkach A1 Ligi zadebiutował w pierwszym meczu sezonu 2011/12, przeciwko klubowi KK Zadar, rozegranym 8 października 2011 roku. W spotkaniu tym zdobył 5 punktów i był podstawowym zawodnikiem swojej drużyny. 
W 2010 wziął udział w turnieju koszykówki chłopców podczas Letnich Igrzysk Olimpijskich Młodzieży 2010. Będąc rezerwowym zawodnikiem chorwackiej drużyny wystąpił w 7 meczach, w których zdobywał średnio 1,6 punktu i miał 2,4 zbiórki. W końcowej klasyfikacji Chorwacja, po przegranej w finale z reprezentacją Serbii, zajęła 2. pozycję i zdobyła srebrny medal. W tym samym roku Grubišić otrzymał także powołanie do reprezentacji Chorwacji do lat 17, jednak ostatecznie nie wystąpił w żadnej juniorskiej imprezie międzynarodowej o randze mistrzowskiej.